# Сергійчук Тарас Іванович
Сергійчук Тарас Іванович (10 березня 1939, с. Борщівка Лановецького району Тернопільської області — 27 лютого 2019, Київ) — український поет, видавець, перекладач.

## Біографія
Народився 10 березня 1939 року в с. Борщівка Лановецького району Тернопільської області. Закінчив філологічний факультет Рівненського педагогічного інституту. Тривалий час працював директором видавництва «Дніпро». Заслужений працівник культури України.
Автор книжок поезії та прози: «Осінній дощ на хризантеми», «Серцем на дотик», «За пам'яттю історії», «Окремі високі дерева», «Чайка з перебитим крилом», «Формули. Книжка рубаї», «Градова річка». 2011 року у видавництві «Веселка» опублікував книгу «Античність в особах» (оповіді про 300 видатних діячів античності).
Переклав з російської твори Ю. Авдєєнка, В. Адамовича, В. Морозова, А. Солодова. 
Лауреат премії імені Леоніда Глібова.